# Der Sohn des Hannibal (1926)
Der Sohn des Hannibal ist ein deutscher Spielfilm aus dem Jahr 1926. In den Hauptrollen des Stummfilms sind Liane Haid und Alfons Fryland zu sehen, Regie führte Felix Basch. Der Film basiert auf dem gleichnamigen Roman von Ludwig Wolff aus dem Jahr 1914 und ist dessen zweite Verfilmung, nachdem Viggo Larsen das Werk bereits 1918 mit sich selbst und Käte Haack in den Hauptrollen verfilmte.

## Handlung
Der in Wien spielende Film handelt vom Schicksal eines Rennpferdes, dessen Vater „Hannibal“ ein berühmter Derbysieger ist. Das Schicksal des Tieres ist eng verknüpft mit dem seines Besitzers.

## Veröffentlichung
Der Film kam am 23. Dezember 1926 in die Kinos. Die Filmrechte liegen heute bei der Friedrich-Wilhelm-Murnau-Stiftung.